# Overrated (canción de Ashley Tisdale)
«Overrated» —en español: "Sobrevalorado"— es una canción promocional del segundo álbum Guilty Pleasure, de la cantante y actriz nortemaericana Ashley Tisdale. La canción fue lanzada oficialmente en descarga digital el 23 de junio de 2009 en Estados Unidos.

## Información de la canción
"Overrated" fue lanzada como la primera canción oficial en formar parte de la promoción exclusiva de iTunes en los Estados Unidos y Canadá para el lanzamiento de Guilty Pleasure el 28 de julio de 2009 en esos dos países, llamado "Countdown To Guilty Pleasure". La canción fue liberada el 23 de junio de 2009 por dichas tiendas digitales.
El trabajo de escritura y composición del tema fue realizado por el grupo de productores suecos Twin, compuesto por Niclas Molinder y Joacim Persson junto a Johan Alkenas, Pontus Jacobsson y Charles Masson, además este es uno de los cinco temas del álbum en donde Tisdale participa ampliamente en la letra co-escribiéndola. La canción contiene una fuerte melodía pop rock. 

### Reacción pública
A las primeras horas de su lanzamiento en iTunes, la canción logró colocarse dentro de las 50 canciones más descargadas de esa tienda digital en los Estados Unidos. Para el día 24 de junio de 2009, ya la canción se encontraba ubicada dentro de las 40 canciones más populares del Top 100 de iTunes general y dentro del Top 15 en formato pop, superando así al primer sencillo de Guilty Pleasure, "It's Alright, It's OK" que tan solo llegó a la ubicación número 45 de esa lista de canciones digitales.

## Formato y lista de canciones
Promo Digital Warner Bros. Records B002DXFQCO (WEA)
Lanzamiento: 23 de junio de 2009
| Descarga digital |             |               |       |
| 1                | "Overrated" | Album Version | 03:40 |

## Rendimiento en las listas musicales de sencillos
La canción en su primera semana de lanzamiento, apareció en la lista Bubbling Under Hot 100 Singles de Estados Unidos en la ubicación número 3 —(equivalente al número 103 del Billboard Hot 100)— "Overrated" a pesar de no tener promoción alguna, logró debutar en esta importante lista, no registrándose airplay y/o difusión radial, impidió que debutara en la lista principal Hot 100. La canción debutó en la posición número 93 en el Billboard Hot Digital Songs, posición que se vio afectada por el explosivo aumento de las descargas de las canciones de Michael Jackson después de su deceso, sin contar este factor la canción habría logrado ubicarse en la posición #66 superando así por dos casillas a su sencillo líder "It's Alright, It's OK"

### Listas musicales de canciones
| País           | Lista musical                  | Primera semana | Posición de ingreso | Mejor posición | Semanas en la mejor posición | Semanas en la lista musical | Última semana |
| -------------- | ------------------------------ | -------------- | ------------------- | -------------- | ---------------------------- | --------------------------- | ------------- |
| América        |                                |                |                     |                |                              |                             |               |
| Estados Unidos | Bubbling Under Hot 100 Singles | 04-07-2009     | 3                   | 3              | 1                            | 1                           | 04-07-2009    |
| Estados Unidos | Pop 100                        | 04-07-2009     | 89                  | 89             | 1                            | 1                           | 04-07-2009    |
| Estados Unidos | Hot Digital Songs              | 04-07-2009     | 66                  | 66             | 1                            | 1                           | 04-07-2009    |